# Хадаравичюс, Аудрис Мечисловас
А́удрис Мечи́словас Хадара́вичюс (лит. Audris Mečislovas Chadaravičius; 25 августа 1935, Каунас — 22 апреля 2008, Вильнюс) — советский и литовский актёр театра и кино. Заслуженный артист Литовской ССР (1985).

## Биография
Родился в семье литовских актёров Оны Юодите-Хадаравичене и Мечиса Хадаравичюса.
Выпускник 1-й средней школы гор. Вильнюса (1953). В 1940—1953 годах рос в доме по улице Чюрлёнё (Čiurlionio g. 11), где память об отце актёра увековечена мемориальной доской.
В 1957 году в Москве окончил театральный институт имени А. В. Луначарского (ГИТИС), в 1957—1990 годах играл на сцене Государственного академического театра драмы Литовской ССР, с 1990 года до смерти в 2008 году работал в вильнюсском Малом театре.
На сцене театра и в кино создал свыше 90 ролей.
Похоронен на Антакальнисском кладбище Вильнюса.

## Фильмография
- 1947 — Марите — эпизод
- 1956 — Убийство на улице Данте — бармен
- 1969 — Июнь, начало лета — доктор Балис
- 1969 — Где 042? — Штиглиц, пленный немец-врач (в титрах А. Хадаравичус)
- 1970 — Мужское лето — капитан Шерис
- 1970 — Руины стреляют... — Ганс Гербер, штурмбаннфюрер СС
- 1971 — Последний рейс «Альбатроса» — Вальтер Зейц
- 1971 — Камень на камень — Мечисловас
- 1972 — Хроника ночи — Палмер
- 1972 — Вашингтонский корреспондент — пресс-секретарь Белого дома Мак Макдафф
- 1979 — Человек меняет кожу — Баркер
- 1981 — Они были актёрами — Курт Кристман, штурмбаннфюрер СС
- 1982 — Богач, бедняк — врач
- 1983 — Полёт через Атлантический океан — Роси
- 1985 — Кармелюк (фильм, 1985) — судья (в титрах А. Ходаравичус)
- 1986 — Игра хамелеона — Жюлиус Палатенас
- 1987 — Визит к Минотавру — лорд Канинг, посланник английского короля (озвучивание — Сергей Малишевский)
- 1988 — Фантастическая история— курфюрст
- 1990 — Попугай, говорящий на идиш — полицейский

## Награды и звания
- Кавалер ордена «За заслуги перед Литвой» (2005)[2]
- Заслуженный артист Литовской ССР (1985)